# Robin Hood's Bay
Robin Hood's Bay è un paese della contea del North Yorkshire, in Inghilterra. Si trova nella parrocchia civile di Fylingdales.